# 国道505号

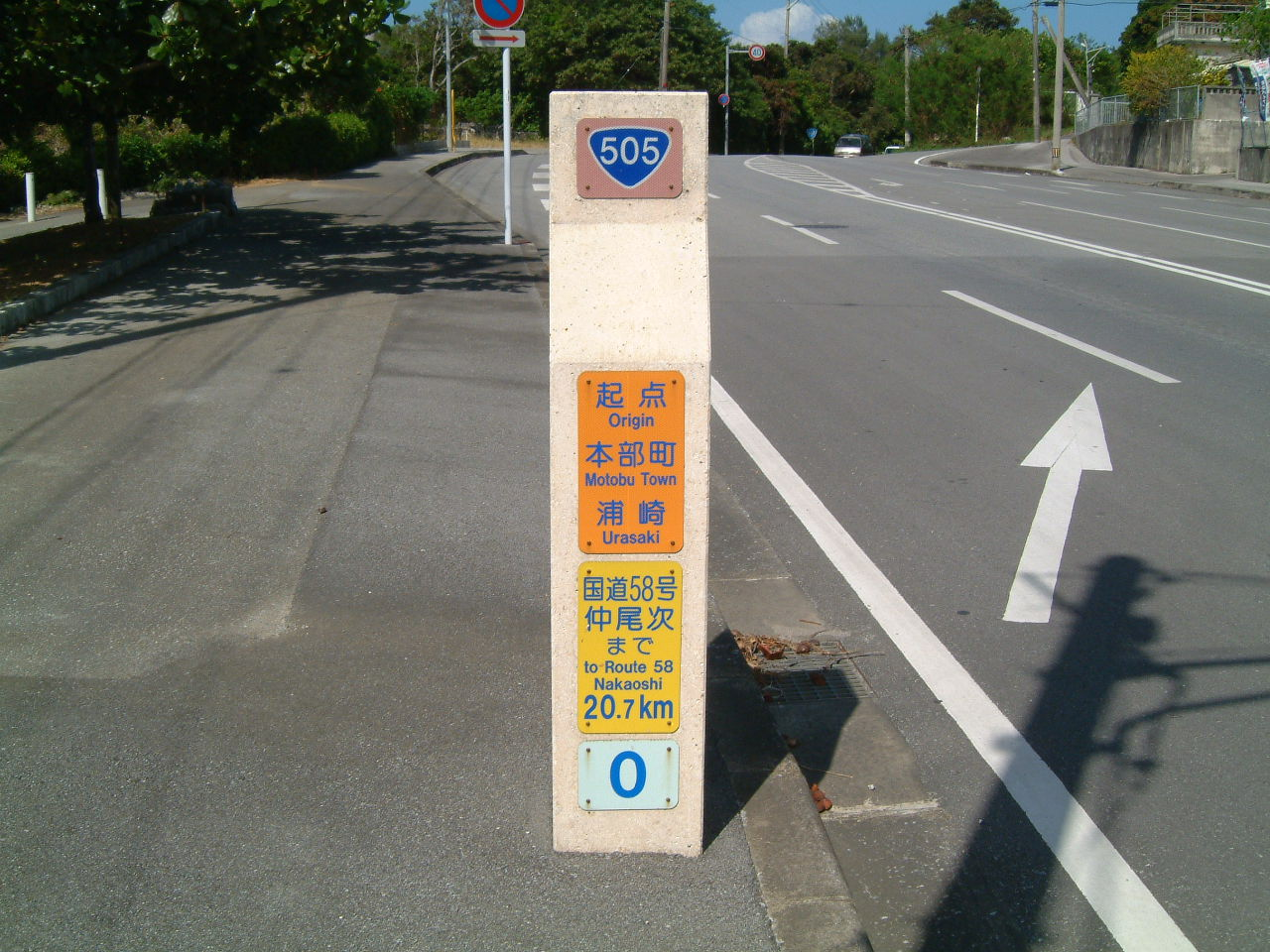
沖縄県国頭郡本部町にある起点キロポスト

国道505号（こくどう505ごう）は、沖縄県国頭郡本部町から名護市に至る一般国道である。

## 概要
名護市の終点寄りの一部区間を除き、もともとは本部町から名護市を結ぶ国道449号（1982年（昭和57年）に昇格）と合わせて本部半島を一周する県道（主要地方道）本部循環線とよばれていたが、先に南部区間が1982年（昭和57年）に国道449号に昇格したのに続いて、北部区間にあたるこの路線も1993年（平成5年）に一部区間を除き国道に昇格した（なお、本部循環線で昇格路線から外れた一部区間は沖縄県道71号名護宜野座線（主要地方道）として残るかわりに、名護市の終点よりの一部区間は当時一般県道だった沖縄県道124号をそのまま国道へ昇格した）。

### 路線データ
一般国道の路線を指定する政令に基づく起終点および重要な経過地は次のとおり。
- 起点：沖縄県国頭郡本部町（字浦崎、国道449号）
- 終点：名護市（字仲尾次、国道58号）
- 重要な経過地：沖縄県国頭郡今帰仁村
- 総延長 : 23.1 km[2][注釈 2]
- 重用延長 : なし[2][注釈 2]
- 未供用延長 : なし[2][注釈 2]
- 実延長 : 23.1 km[2][注釈 2]
  - 現道 : 21.1 km[2][注釈 2]
  - 旧道 : 2.1 km[2][注釈 2]
  - 新道 : なし[2][注釈 2]
- 指定区間：なし[3]

## 歴史
- 1953年（昭和28年） - 羽地村（現：名護市）仲尾次 - 本部町渡久地の区間が琉球政府道124号線となる。
- 1972年（昭和47年）5月 - 本土復帰と同時に政府道124号線のうち名護市呉我 - 本部町渡久地間が112号線（名護市名護城 - 本部町渡久地）と113号線（名護市伊差川 - 呉我）とともに主要地方道本部循環線（県道124→71号）となる。残る名護市仲尾次 - 呉我間は県道124号線となった。
- 1975年（昭和50年） - 本部大橋開通。のちに本部循環線は同大橋に移り、渡久地大橋交点 - 交差点間の旧道は県道116号線となった（1993年（平成5年）に主要地方道名護本部線（県道84号）に再昇格）。
- 1982年（昭和57年）4月 - 名護市名護東江（現在の東江4丁目交差点） - 本部町浦崎の本部循環線が国道に昇格、国道449号となる（1987年（昭和62年）に名護市東江 - 宮里間が国道58号となり、のちに国道449号から外れる）
- 1993年（平成5年）4月1日 - 本部町浦崎 - 名護市呉我の本部循環線と県道124号線の全線が国道に昇格し、国道505号となる。名護市呉我交差点は今帰仁方面から仲尾次方面が直線なのに対し、右にカーブしている伊差川方面がもともと同じ本部循環線だったためそちらが優先道路となっている[注釈 3]。そのため国道505号で仲尾次方面から今帰仁方面に向かうには一時停止なければならなかった。
- 1998年（平成10年） - （旧）呉我交差点の優先道路がこれまでの旧本部循環線どうし（国道505号今帰仁方面 - 県道71号）から国道505号どうしとなる。その後信号機が設置される。
- 2020年（令和2年）3月 - 名護市呉我 - 仲尾の羽地内海側にバイパスが開通し、自転車専用道路が設置された。呉我で接続する県道71号の取り付け道路も同時開通し、旧道が交わる旧呉我交差点に設置された信号機は廃止され旧国道側に一時停止の標識が設置された[注釈 4]。さらに今帰仁方面から県道へ向かう（またはその逆）路線バスはバイパス開通と同時にバイパスに移り、旧国道側に設置された呉我バス停は県道側に移設された。

## 地理

### 通過する自治体
- 沖縄県
  - 国頭郡本部町 - 国頭郡今帰仁村 - 名護市

### 交差する道路
- 国道449号（本部町浦崎(起点)）
- 沖縄県道114号線（起点・本部町具志堅）
- 沖縄県道91号本部循環線（起点 - 名護市呉我）
- 沖縄県道115号線（今帰仁村今泊）
- 沖縄県道72号名護運天港線（今帰仁村仲宗根(名護方面と運天港方面にそれぞれ分かれている)）
- 沖縄県道248号屋我地仲宗根線（今帰仁村天底）
- 沖縄県道123号線（今帰仁村湧川）
- 沖縄県道71号名護宜野座線（名護市呉我）
- 国道58号（名護市仲尾次(終点)）

## 路線バス
- 65番・本部半島（渡久地廻り）線（琉球バス交通・沖縄バス共同運行） 本部町浦崎→具志堅→名護市呉我
- 66番・本部半島（今帰仁廻り）線（琉球バス交通・沖縄バス共同運行） 名護市呉我→本部町具志堅→浦崎
（いずれも本部町浦崎 - 具志堅間は謝花経由、名護高校経由のみ）
- 70番・備瀬線（琉球バス交通・沖縄バス共同運行）　本部町浦崎 - 具志堅
（名護発の下りは浦崎→海洋博公園（県道114号）→具志堅→浦崎、名護行きの上りはその逆）
- 888番・やんばる急行バス　本部町具志堅 - 今帰仁村仲宗根